# Halowe Mistrzostwa Polski Seniorów w Lekkoatletyce 2001
42. Halowe Mistrzostwa Polski Seniorów w Lekkoatletyce – zawody sportowe, które rozegrano 24 i 25 lutego 2001 w Spale, w hali Ośrodka Przygotowań Olimpijskich.
Monika Pyrek ustanowiła halowy rekord Polski w skoku o tyczce wynikiem 4,36 m.

## Rezultaty

### Mężczyźni
| Konkurencja:              | 1. miejsce                                    | Rezultat | 2. miejsce                             | Rezultat | 3. miejsce                                                           | Rezultat |
| Bieg na 60 m              | Marcin Krzywański Skra Warszawa               | 6,61     | Zbigniew Tulin Legia Warszawa          | 6,69     | Łukasz Chyła SKLA Sopot                                              | 6,79     |
| Bieg na 200 m             | Robert Maćkowiak Śląsk Wrocław                | 21,16    | Zbigniew Tulin Legia Warszawa          | 21,64    | Marcin Płacheta AZS-AWF Wrocław                                      | 21,89    |
| Bieg na 400 m             | Piotr Haczek Skra Warszawa                    | 47,00    | Jacek Bocian Śląsk Wrocław             | 47,06    | Piotr Jagiełło Skra Warszawa                                         | 48,45    |
| Bieg na 800 m             | Paweł Czapiewski Lubusz Słubice               | 1:49,31  | Mirosław Formela Tęcza Lębork          | 1:49,71  | Grzegorz Krzosek RTL Dami-ZTE Radom                                  | 1:51,18  |
| Bieg na 1500 m            | Wojciech Kałdowski Lechia Gdańsk              | 3:49,55  | Leszek Zblewski Warszawianka           | 3:49,62  | Piotr Rostkowski Lechia Gdańsk                                       | 3:50,93  |
| Bieg na 3000 m            | Dariusz Kruczkowski Zawisza Bydgoszcz         | 8:05,43  | Jan Zakrzewski Oleśniczanka            | 8:09,18  | Piotr Gładki Lechia Gdańsk                                           | 8:12,66  |
| Bieg na 60 m przez płotki | Krzysztof Mehlich AZS-AWF Katowice            | 7,76     | Artur Kohutek Zawisza Bydgoszcz        | 7,77     | Paweł Didkowski AZS-AWF Wrocław                                      | 7,94     |
| Chód na 5000 m            | Robert Korzeniowski Wawel Kraków              | 19:06,71 | Tomasz Lipiec Skra Warszawa            | 19:55,24 | Stanisław Stosik Lechia Gdańsk                                       | 20:01,22 |
| Skok wzwyż                | Grzegorz Sposób AZS Lublin                    | 2,27     | Marcin Kaczocha AZS-AWF Gdańsk         | 2,14     | Robert Michniewski Zawisza Bydgoszcz Michał Titinger AZS-WSP Rzeszów | 2,10     |
| Skok o tyczce             | Jakub Szymczak AZS-AWF Gdańsk                 | 5,10     | Rafał Erdmański Zawisza Bydgoszcz      | 4,70     | Przemysław Czerwiński Gwardia Piła                                   | 4,70     |
| Skok w dal                | Grzegorz Marciniszyn Skra Warszawa            | 7,71     | Paweł Zdrajkowski AZS-AWF Wrocław      | 7,62     | Krzysztof Łuczak AZS-AWF Biała Podlaska                              | 7,58     |
| Trójskok                  | Jacek Kazimierowski MKLA Łęczyca              | 16,40    | Rafał Witczak Warszawianka             | 15,70    | Krzysztof Głuszkowski Błękitni Osowa Sień                            | 15,54    |
| Pchnięcie kulą            | Jarosław Cichocki Zawisza Bydgoszcz           | 18,69    | Przemysław Zabawski Podlasie Białystok | 18,66    | Leszek Śliwa Zawisza Bydgoszcz                                       | 18,63    |
| Siedmiobój                | Ireneusz Żurawicz AZS-AWF Gorzów Wielkopolski | 5417     | Sebastian Chmara Zawisza Bydgoszcz     | 5342     | Paweł Mączyński AZS-AWF Warszawa                                     | 5293     |

### Kobiety
| Konkurencja:              | 1. miejsce                         | Rezultat | 2. miejsce                                | Rezultat | 3. miejsce                               | Rezultat |
| Bieg na 60 m              | Marzena Pawlak Olimpia Poznań      | 7,35     | Monika Długa AZS-AWF Gdańsk               | 7,46     | Agnieszka Rysiukiewicz AZS-AWF Wrocław   | 7,52     |
| Bieg na 200 m             | Marzena Pawlak Olimpia Poznań      | 24,55    | Iwona Dorobisz AZS-AWF Poznań             | 25,16    | Daria Onyśko AZS-AWF Wrocław             | 25,55    |
| Bieg na 400 m             | Aneta Lemiesz Warszawianka         | 55,56    | Anna Świeczkowska AZS-AWF Gdańsk          | 55,97    | Katarzyna Izydorek Olimpia Poznań        | 57,08    |
| Bieg na 800 m             | Małgorzata Pskit Skra Warszawa     | 2:05,93  | Małgorzata Jamróz KS Piaseczno            | 2:07,71  | Agata Kiedrowicz Lubusz Słubice          | 2:08,79  |
| Bieg na 1500 m            | Małgorzata Jamróz KS Piaseczno     | 4:19,87  | Agata Kiedrowicz Lubusz Słubice           | 4:26,95  | Karolina Goślińska Era-GSM Włochy        | 4:27,58  |
| Bieg na 3000 m            | Lidia Chojecka Pogoń Siedlce       | 9:38,30  | Ewa Plesowicz AZS-AWF Kraków              | 10:18,24 | Agnieszka Adamska STS Skarżysko-Kamienna | 10:20,77 |
| Bieg na 60 m przez płotki | Aneta Sosnowska Skra Warszawa      | 8,35     | Amelia Nowak Skra Warszawa                | 8,90     | –                                        | –        |
| Chód na 3000 m            | Sylwia Korzeniowska AZS-AWF Kraków | 13:21,55 | Joanna Baj AZS-AWF Biała Podlaska         | 13:28,80 | Agnieszka Anduła AZS-AWF Biała Podlaska  | 13:38,34 |
| Skok wzwyż                | Anna Ksok Śląsk Wrocław            | 1,87     | Katarzyna Miszczak AZS-AWF Biała Podlaska | 1,74     | Leonarda Prażmowska Błękitni Osowa Sień  | 1,74     |
| Skok o tyczce             | Monika Pyrek Lechia Gdańsk         | 4,36 NR  | Anna Wielgus Lechia Gdańsk                | 4,05     | Joanna Piwowarska KL Gdynia              | 3,90     |
| Skok w dal                | Liliana Zagacka Skra Warszawa      | 6,34     | Joanna Olesińska AKS Chorzów              | 6,21     | Bożena Trzcińska Skra Warszawa           | 6,11     |
| Trójskok                  | Liliana Zagacka Skra Warszawa      | 13,58    | Renata Szykulska AZS-AWF Gorzów Wlkp.     | 13,24    | Aneta Sadach Błękitni Osowa Sień         | 13,06    |
| Pchnięcie kulą            | Katarzyna Żakowicz AZS-AWF Wrocław | 18,26    | Krystyna Zabawska Podlasie Białystok      | 18,10    | Karolina Konkolewska Zawisza Bydgoszcz   | 15,81    |
| Pięciobój                 | Elżbieta Rączka Warszawianka       | 4100     | Magdalena Szczepańska AZS-AWF Wrocław     | 4096     | Beata Łukaszewska Błękitni Osowa Sień    | 3907     |